# Slick Rick
Річард Мартін Ллойд Волтерс (нар. 14 січня 1965, Мітчем, Лондон, Велика Британія), більш відомий як Slick Rick — англо-американський репер і продюсер.
Здобув популярність в середині 1980-х разом з реперами Doug E. Fresh і Get Fresh Crew. Їхні пісні «The Show» та «La Di Da Di» вважаються класикою раннього хіп-хопу. «La Di Da Di» — одна з найпопулярніших пісень в історії.
У 1986 році Слік Рік став третім артистом, який підписав контракт з лейблом Def Jam. Він випустив чотири альбоми: The Great Adventures of Slick Rick (1988), The Ruler's Back (1991), Behind Bars (1994) та The Art of Storytelling (1999). Його музика була скопійована і інтерполована більше 1000 разів в десятках пісень виконавців, включаючи Емінема, Бейонсе, Мерайю Кері, Beastie Boys, TLC, Nas, Майлі Сайрус, Каньє Вест, Black Star, The Notorious B.I.G. , MC Ren,Snoop Dogg Montell Jordan та Color Me Badd. У процесі цього Слік Рік став одним із найпопулярніших виконавців хіп-хопу за всю історію. Багато цих пісень, заснованих на зразках Slick Rick, згодом стали хітами.
Slick Rick був удостоєний премії VH-1 Hip Hop Honoree; сайт About.com поставив його на 12-е в їх списку 50 найкращих MC нашого часу; Журнал Source поставив його на 15-е місце в їх списку 50 найкращих авторів текстів усіх часів. Знявся у 10 фільмах та відеороликах. Послужив зразком одного з героїв культового фільму Восьма миля.

## Дискографія
- The Great Adventures of Slick Rick (1988)
- The Ruler's Back (1991)
- Behind Bars (1994)
- The Art of Storytelling (1999)